# Dioxys cincta
Dioxys cincta là một loài ong trong họ Megachilidae. Loài này được Jurine miêu tả khoa học đầu tiên năm 1807.